# Pejelagartero 2.ª Sección (Jahuacte)
Pejelagartero 2.ª Sección (Jahuacte) es una localidad del municipio de Huimanguillo ubicado en la subregión de la Chontalpa del estado mexicano de Tabasco.

## Geografía
La localidad de Pejelagartero 2.ª Sección (Jahuacte) se sitúa en las coordenadas geográficas 18°01′52″N 93°49′50″O / 18.031111, -93.830556, a una elevación de 6 metros sobre el nivel del mar.

## Demografía
Según el Conteo de Población y Vivienda 2020, efectuado por el Instituto Nacional de Estadística y Geografía, la localidad de Pejelagartero 2.ª Sección (Jahuacte) tiene 129 habitantes, de los cuales 62 son del sexo masculino y 67 del sexo femenino. Su tasa de fecundidad es de 3.15 hijos por mujer y tiene 34 viviendas particulares habitadas.
| Gráfica de evolución demográfica de Pejelagartero 2.ª Sección (Jahuacte) entre 2000 y 2020 |
|                                                                                            |
| INEGI.                                                                                     |